# Ures
Ures é um município do estado de Sonora, no México.